# Diaphus perspicillatus
Diaphus perspicillatus és una espècie de peix de la família dels mictòfids i de l'ordre dels mictofiformes.

## Morfologia
- Els mascles poden assolir 7,1 cm de longitud total.[4][5]

## Reproducció
Sembla que assoleix la maduresa sexual quan arriba als 5-5,5 cm de longitud.

## Depredadors
És depredat per Allocyttus verucosus.

## Hàbitat
És un peix marí i d'aigües profundes que viu fins als 1500 m de fondària.

## Distribució geogràfica
Es troba des del Sàhara Occidental fins al Cap de Bona Esperança (Sud-àfrica); des dels Estats Units i el Canadà fins a l'Argentina; Hawaii; el Pacífic occidental; l'Índic occidental i el Mar de la Xina Meridional.